# Spätlesereiter
Der Spätlesereiter ist eine Gestalt einer lokalen Sage, die die zufällige Entdeckung der Spätlese im Weingut Schloss Johannisberg im Rheingau erklären soll. Historisch ist die Gestalt jedoch nicht belegt.

Standbild des Spätlesereiters im Innenhof von Schloss Johannisberg

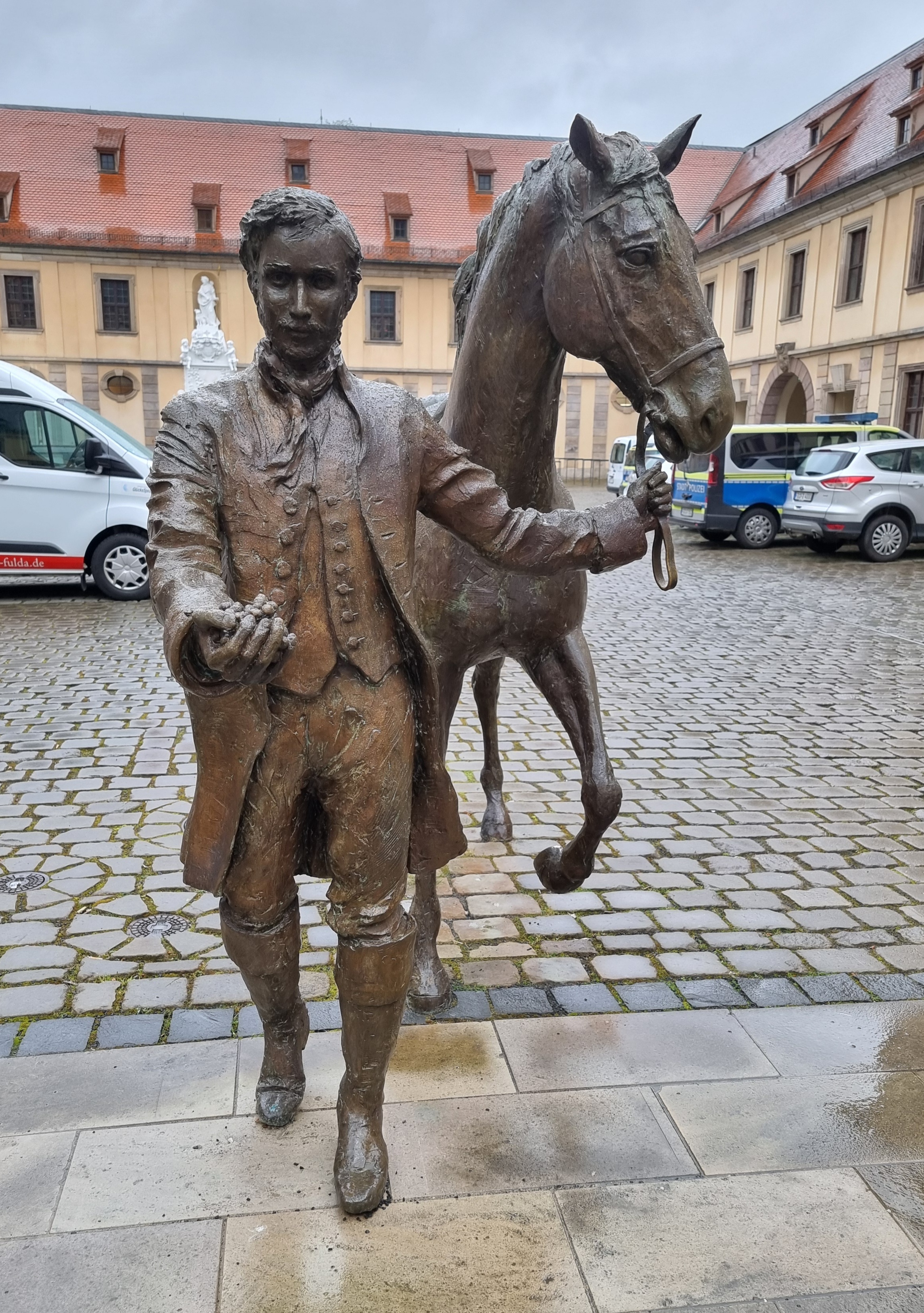
Spätlesereiter der Künstlerin Valerie Otte im Hof des Fuldaer Stadtschlosses.

## Sage
Die Geschichte des Spätlesereiters führt zurück ins 18. Jahrhundert, als Schloss Johannisberg, seit 1716 dem Hochstift Fulda zu eigen war, von diesem zum Musterweingut ausgebaut wurde und der Fürstabt, ab 1752 der Fürstbischof, sich vorbehalten hatte, darüber zu bestimmen, wann mit der Weinlese begonnen werden durfte. So geschah es im Jahr 1775, dass die Mönche im Schloss Johannisberg wie jedes Jahr zur Zeit der Lese einen „Träubelboten“ mit einer Probe reifer Weintrauben die etwa 220 Kilometer lange Strecke nach Fulda entsandten, um die Erlaubnis des Fürstbischofs zum Lesebeginn einzuholen. Obwohl die Trauben bereits reif waren und alle umliegenden Städte auf ihren Besitztümern die Leseerlaubnis längst erteilt hatten, kehrte der Bote nicht zurück und die ersehnte Erlaubnis blieb zunächst aus.
So mussten die ihrem Fürstbischof treu ergebenen Mönche mit ansehen, wie die Trauben der Fäulnis anheimfielen, verschrumpelten und eintrockneten. Als der Bote dann mit einer Verspätung von mehreren Wochen eintraf, machten die Mönche das Beste aus der Situation: Sie kelterten die Trauben, wenn auch ohne große Hoffnung auf einen trinkbaren Wein. Wie sich herausstellte ein großer Irrtum, denn der Wein gelang vorzüglich, das Resultat war ein exzellenter Wein von unvergleichbarem Geschmack. Durch Zufall entdeckte man so die Edelfäule, einen Schimmelpilz, der bei oechslereichen Trauben in mildem Herbstwetter mit Frühnebel entstehen kann. So war der Grundstein für die Qualitäten der Spätlese gelegt, insbesondere aber der Beerenauslese und der Trockenbeerenauslese, die dem Rheingauer Wein zu Weltruhm verholfen haben.

## Verwendung
Ein Standbild des Spätlesereiters findet man seit 1960 im Innenhof des Schlosses Johannisberg.
Die Geschichte des Spätlesereiters wird auch im ersten Band des Comics Karl aufgegriffen. 
Seit September 2021 gibt es auch ein Standbild des Spätlesereiters im Innenhof des Stadtschlosses in Fulda, gestaltet von der Bildhauerin Valerie Otte aus Berlin.